# Territori del Níger
El Territori del Níger fou un territori dins la colònia del Sudan Francès que es va formar per la conversió del Territori Militar del Níger en territori civil amb administració financera separada del Sudan Francès. Es va crear per decret de 20 de novembre de 1920 i només va durar dos anys, esdevenint colònia separada del Níger per decret de 13 d'octubre de 1922.
El comissionat Lucien Émile Rueff va restar en el càrrec fins a 1921 sent llavors substituït per Joseph Jules Brévié fins a finals de 1922.